# Jochenstein
Jochenstein är en liten klippö i floden Donau på gränsen mellan Tyskland och Österrike omedelbart nedströms Jochensteins kraftverk. På ön finns ett vägaltare och en målad staty av sjömännens skyddshelgon Johannes Nepomuk från 1700-talet. 
Det var tidigare vanligt att nyblivna sjömän döptes vid Jochenstein, som troligen fått sitt namn efter Johannes Döparen, i analogi med den hedniska traditionen med dryckesoffer vid sommar- och vintersolståndet. 

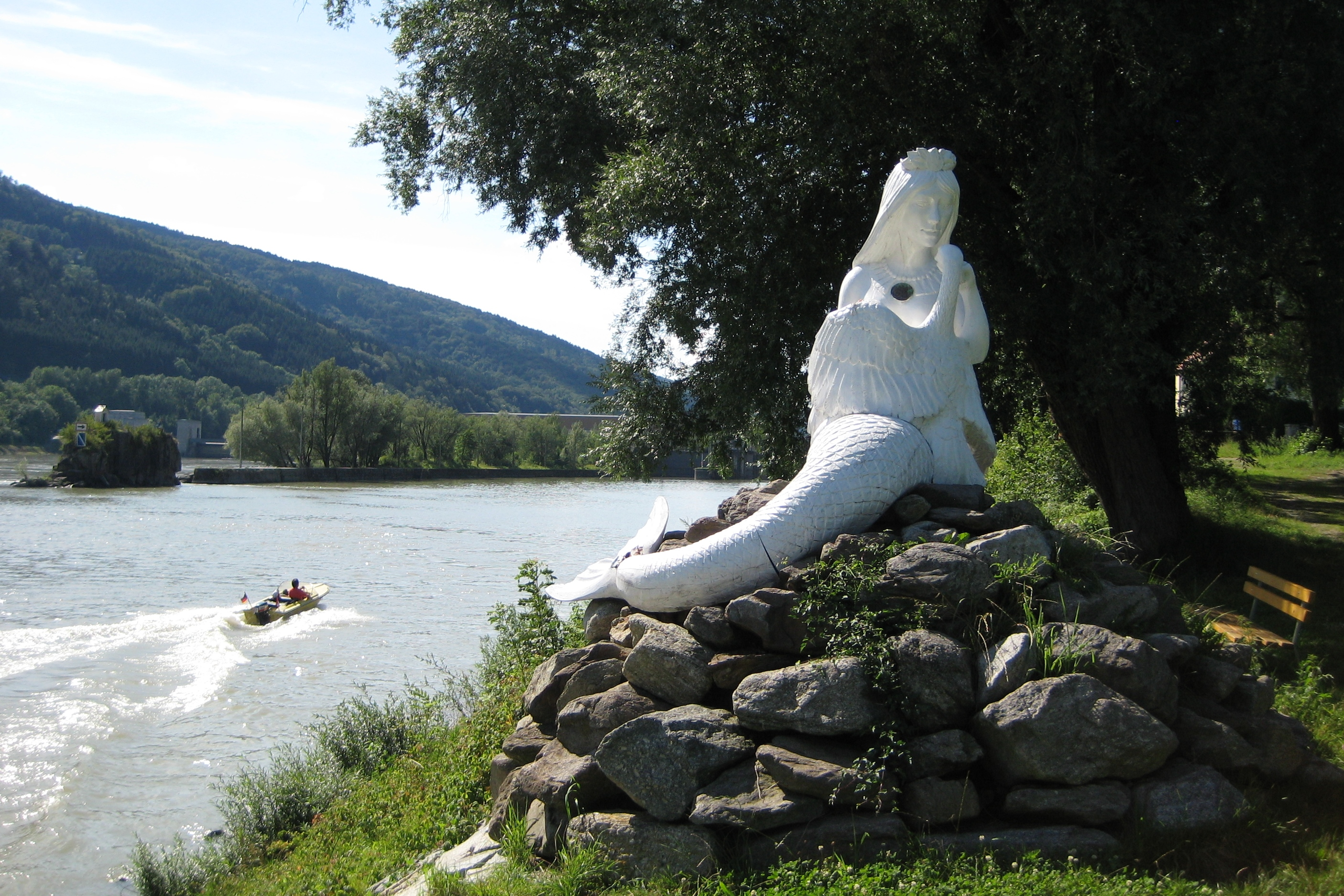
Nixe Isa med Jochenstein i bakgrunden till vänster.

En av de legender som knyts till Jochenstein är att Loreleis syster Nixe Isa lever i närheten av ön där hon lockar sjömännen i fördärv med sin sång.
Jochenstein är en del av Bayrischer Pfahl och har enligt en legend kastats i floden av en  djävul som ville bygga en mur i Donau för att översvämma Engelhartszell i Österrike.